# Kolu (Türi)
Kolu – wieś w Estonii, w prowincji Järva, w gminie Türi.